# Lady Chatterleys Liebhaber (2015)
Lady Chatterleys Liebhaber ist die zweite BBC-Produktion und Filmadaption des Romans Lady Chatterley von D. H. Lawrence von 2015 mit Holliday Grainger und Richard Madden in den Hauptrollen.

## Handlung
Die Handlung setzt mit dem Grubenunglück in der Kohlemine des Besitzers Chatterley ein, bei der Mrs. Boltons Mann umkommt. Auch Oliver Mellors ist dabei. Anschließend lernen sich Constance Reid und Clifford Chatterley kennen, und sie heiraten. Später wird Clifford Baronet. Schließlich sind Clifford Chatterley und Oliver Mellors an der Front, wobei Chatterley eine Verwundung erleidet, von der er eine Querschnittslähmung davonträgt.
Chatterley kehrt etwa 6 Jahre nach dem Grubenunglück aus dem Krieg zurück. Erst bei Chatterleys Rückkehr erkennt seine Frau, wie schlimm seine Verwundung ist. Er will sich erschießen, um ihm und ihr die Schande zu ersparen, was Constance im letzten Moment verhindern kann. Die von Constance ausgehenden Annäherungsversuche schlagen fehl – Clifford ist nicht einmal bereit, allein ihr Vergnügen zu bereiten. Eine Erektion bei ihm ist offenbar nicht möglich.
Bei einem gemeinsamen Besuch im Wald treffen sie auf den  Wildhüter Mellors. Der musste, seit er 12 Jahre alt war, in einer Kohlemine arbeiten und wurde deshalb lungenkrank. Chatterley hatte ihn trotz seiner Krankheit  eingestellt, weil Mellors unter ihm im Krieg gedient habe, obwohl sich Chatterley nicht daran erinnert. Das Klassendenken Chatterleys wird an mehreren Stellen im Film betont.
Für Chatterleys Pflege wird die (im Vergleich zur Buchvorlage deutlich jüngere) verwitwete Mrs. Bolton eingestellt, auf die Lady Chatterley anfangs eifersüchtig ist und deshalb beginnt, Ausflüge zum Haus des Wildhüters zu machen. Später bringt sie ihm einen Schlüssel und liefert sich mit ihm ein Wortgefecht. Bei einem späteren Treffen beobachtet sie ihn, wie er ohne Hemd im Wald arbeitet. Ihr Interesse für ihn wächst, parallel mit der sexuellen Frustration im Zusammensein mit ihrem Mann.
Sir Chatterley unterzieht sich einer Elektroschocktherapie, um eine Erektion herbeizuführen, was jedoch nicht gelingt. Lady Chatterley leidet unter dem Zustand, keine Kinder zu bekommen und bricht beim Anblick von Fasanenküken an Mellors Hütte in Tränen aus, als sie eines in der Hand hält. Mellors meint, die denken vielleicht, sie sei ihre Mutter. Er tröstet sie und sie schmiegt sich an ihn. Sie gehen gemeinsam in seine Hütte, um zum ersten Mal miteinander zu schlafen. Bolton und Lady Chatterley unterhalten sich darüber, wie sehr Bolton ihren Mann vermisse und dass sie seine Berührungen noch immer spüre, selbst sechs Jahre nach seinem Tod. Lady Chatterley scheint davon tief berührt zu sein und beginnt darüber nachzusinnen, welche Gefühle sie für Mellors hegt.
Fortan führen sie und Mellors eine regelmäßige Affäre, die von Mrs. Bolton beobachtet wird, da sich Lady Chatterley sogar nachts aus dem Haus schleicht. Sie besuchen auch gemeinsam einen Jahrmarkt und Mellors meint, Constance könne nie gleichzeitig Constance Reid und Lady Chatterley sein. Dem widerspricht sie.
Clifford schlägt Constance zu einem späteren Zeitpunkt vor, dass er es tolerieren würde, wenn sie eine Affäre hätte, um einen Erben zu zeugen. Es veranlasst dafür einen Ball und lädt ihre Jugendliebe ein, was Constance allerdings mit Verachtung kommentiert. Aufgrund der Standesunterschiede traut Constance sich nicht, ihrer Schwester Hilda die Identität ihres Geliebten zu enthüllen.
Schließlich wird Constance von Mellors schwanger und enthüllt ihrem Mann etwa im 4. Monat ihren Umstand. Dieser freut sich, sie ist jedoch noch nicht bereit, die Identität des Vaters offenzulegen. Bei einem neuerlichen Besuch im Wald erfährt Mellors von Sir Chatterley, dass Constance schwanger ist und reagiert verärgert. Als er den mit seinem elektrischen Rollstuhl feststeckenden Chatterley unter Aufbietung all seiner Kräfte aus dem Matsch bugsiert, lässt ihn ein Hustenanfall zusammenbrechen. Constance' Sorge um Mellors schürt Cliffords ersten Verdacht.
Schließlich enthüllt Mrs. Bolton die Affäre von Lady Chatterley und Mellors. Sie ist zutiefst von Hass erfüllt ist, weil Chatterley ihr die Witwenrente für ihren Mann vorenthalten hat und die reiche Klasse sich auf Kosten der Arbeiter bereichert. Clifford konfrontiert seine Frau mit seinem Wissen. Beide sind verzweifelt. Constance weiß immer noch nicht, was sie tun soll. In einem letzten Gespräch mit Mrs. Boltons bricht Lady Chatterley in Tränen aus, als sie hört, dass Mellors aufgrund des Skandals abreisen will. Mrs. Bolton erkennt, dass beide eine gegenseitige Liebe verbindet und rät Lady Chatterley, sofort nach Mellors zu sehen, bevor er aufbricht. Beide treffen sich im Wald und entschließen sich, ein gemeinsames Leben zu führen. Sie gehen zu Clifford und bitten ihn um die Scheidung. Erst als Constance an ihn appelliert, wie einst sein Leben für ihrs zu geben, willigt er ein. Er ruft beiden vom Gerüst der Kohlemine zu, dass er ihnen Glück wünscht. Er hingegen besitze die ganze Welt.

## Hintergrund
Mercurios Film ist die zweite Verfilmung des Romans durch die BBC nach der 4-teiligen Mini-TV-Serie aus dem Jahr 1992 mit Ken Russell als Regisseur und Joely Richardson, Sean Bean und James Wilby in den Hauptrollen und die fünfte Verfilmung des Stoffs nach Marc Allegrets Die Liebe der Lady Chatterley von 1955 mit Danielle Darrieux in der Titelrolle.
Filmaufnahmen fanden in Wales in Rhondda Heritage Park, Rhondda Cynon Taf, und in der Gegend um Merthyr Mawr nahe Bridgend statt.
Der internationale Kindostart des Films war am 6. September 2015, Deutsche TV-Premiere am 29. Mai 2017 auf RTL.